# John Haywood
Pour les articles homonymes, voir John Haywood (homonymie).
John Haywood est un historien britannique né le 8 mars 1956. Il est notamment spécialiste de l'histoire médiévale de l'Europe, des Celtes et des Vikings.

## Biographie
Né le 8 mars 1956,, John Haywood est diplômé des universités de Lancaster, de Cambridge et de Copenhague, John Haywood a enseigné l'histoire à l'université de Lancaster, et est depuis 1992 fellow de la Royal Historical Society,.

## Publications
- Les Sources de la civilisation occidentale : Proche-Orient, Egypte, Grèce et Rome antiques [« Ancient Civilizations of the Near East and Mediterranean »]  (trad. de l'anglais par Didier Pemerle), Paris, France Loisirs, 1999, 304 p. (ISBN 2-7441-2539-3).
- The Vikings, Sutton, 1999.  (ISBN 0750921943)
- Encyclopaedia of the Viking Age : With 279 Illustrations, Thames & Hudson, 2000.  (ISBN 0500282285)
- Everyday Life in the Ancient World, Anness Publishing, 2003.  (ISBN 0754812243)
- Gods and Beliefs : Gods, Beliefs and Ceremonies Through the Ages, Anness Publishing, 2003.  (ISBN 1842159135)
- Tribes and Empires, Anness Publishing, 2004.  (ISBN 1842159577)
- The Complete Illustrated Guide to the Kings & Queens of Britain : A Magnificent and Authoritative History of the Royalty of Britain, the Rulers, Their Consorts and Families, and the Pretenders to the Throne (coécrit avec Charles Phillips), Anness Publishing, 2006.  (ISBN 0754816281)
- Dark Age Naval Power : A Reassessment of Frankish and Anglo-Saxon Seafaring Activity, Anglo-Saxon Books, 2006.  (ISBN 1898281432)
- Living History : What Life Was Like in Ancient Times, Anness Publishing, 2006.  (ISBN 075481565X)
- The Great Migrations : From the Earliest Humans to the Age of Globalization, Gardners Books, 2008.  (ISBN 1847245439)
- Medieval Europe, Capstone, 2008.  (ISBN 141093294X)
- West African Kingdoms, Raintree, 2008.  (ISBN 1410932915)
- The Ancient World, Penguin Group, 2010.  (ISBN 1849164894)
- Chronicles of the Ancient World, Quercus, 2012.  (ISBN 1780873212)
- Viking : The Norse Warrior's [Unofficial] Manual, Thames & Hudson, 2013.  (ISBN 0500771413)
- The Celts : Bronze Age to New Age, Routledge, 2014.  (ISBN 1317870166)
- Northmen : The Viking Saga, AD 793-1241, Macmillan, 2016.  (ISBN 125010615X)
- Ancient Romans, Brown Bear Books, 2017.  (ISBN 1781212260)

### Atlas
- The Penguin Historical Atlas of the Vikings, Penguin Books, 1995.  (ISBN 0140513280)
- The Complete Atlas of World History, Sharpe Reference, 1997.  (ISBN 1563248549)
- The Cassell Atlas of the Modern World : 1914-present (coécrit avec Edward Barratt & Brian Catchpole), Cassell, 1998.  (ISBN 0304350508)
- World Atlas of the Past : The ancient world, Oxford University Press, 1999.  (ISBN 0195214439)
- Historical Atlas of the Medieval World, AD 600-1492, Barnes & Noble, 2000.  (ISBN 0760719764)
- Atlas of World History, Michael Friedman Publishing Group, Incorporated, 2000.  (ISBN 1586630997)
- Historical Atlas of the Classical World, 500 BC - AD 600, Barnes & Noble Books, 2000.  (ISBN 076071973X)
- Cassell's Atlas of World History, Cassell, 2001.  (ISBN 030435757X)
- Atlas of the Celtic World, Thames & Hudson, 2001.  (ISBN 0500051097)
- The Atlas of Past Times, Brown Reference, 2002.  (ISBN 0681423188)
- Historical Atlas of the Early Modern World, 1492-1783, Barnes & Noble Books, 2002.  (ISBN 0760732043)
- The Historical Atlas of the Celtic World (coécrit avec Barry Cunliffe), Thames & Hudson, 2009.  (ISBN 0500288313)
- The New Atlas of World History : Global Events at a Glance, Princeton University Press, 2011.  (ISBN 0691152691)